# NGC 69
NGC 69 est une galaxie lenticulaire située dans la constellation d'Andromède. NGC 69 a été découverte par l'astronome irlandais R. J. Mitchell en 1855.

## Caractéristiques
Sa vitesse par rapport au fond diffus cosmologique est de 6 353 ± 33 km/s, ce qui correspond à une distance de Hubble de 93,7 ± 6,6 Mpc (∼306 millions d'al).

## Groupe de NGC 68
NGC 69 est un membre du groupe galactique de NGC 68. Plusieurs membres de ce groupe portent la cote ARP 113 dans le l'atlas Arp. 
Le groupe de NGC 68 contient au moins une quarantaine de galaxies, dont NGC 67, NGC 68, NGC 70, NGC 71, NGC 72 et NGC 74.